# Более полный дом
«Более полный дом» (англ.  Fuller House) — американский ситком, созданный Джеффом Франклином, и являющийся сиквелом телесериала «Полный дом» (1987—1995). Он повествует о Ди Джей Таннер-Фуллер, ветеринаре, вдове и матери троих детей.
29 января 2018 года Netflix продлил сериал на 4-й сезон, премьера которого состоялась 14 декабря 2018 года.
31 января 2019 года сериал был продлён на 5-й, заключительный, сезон состоящий из 18 эпизодов, который вышел в конце года.

## Сюжет
Ди Джей Таннер-Фуллер, мать двоих сыновей, у которой вскоре должен родиться третий ребёнок, недавно овдовела. Сочетать домашние хлопоты с работой в ветеринарной клинике оказалось задачей не из лёгких. Поняв, что самой ей не справиться, она обращается за помощью к своей сестре Стефани и к её лучшей подруге Кимми, которая и сама воспитывает дочь-подростка. Девушки решают переехать к Диджей, надеясь таким образом облегчить ей жизнь.

## Эпизоды
| Сезон | Серии | Серии | Даты показа      | Даты показа      |
| ----- | ----- | ----- | ---------------- | ---------------- |
| 1     | 13    | 13    | 26 февраля 2016  | 26 февраля 2016  |
| 2     | 13    | 13    | 9 декабря 2016   | 9 декабря 2016   |
| 3     | 18    | 9     | 23 сентября 2017 | 23 сентября 2017 |
| 3     | 18    | 9     | 22 декабря 2017  | 22 декабря 2017  |
| 4     | 13    | 13    | 14 декабря 2018  | 14 декабря 2018  |
| 5     | 18    | 9     | 6 декабря 2019   | 6 декабря 2019   |
| 5     | 18    | 9     | 2 июня 2020      | 2 июня 2020      |